# Stephan Scherzer
Stephan Scherzer (* 1. Oktober 1964 in Hannover) ist ein deutscher Medienmanager und Verbandsfunktionär.

## Beruflicher Werdegang
Nach dem Studium der Politologie, Neueren Geschichte und Volkswirtschaftslehre am Geschwister-Scholl-Institut an der LMU in München begann er seine berufliche Laufbahn als Redakteur und wurde später Chefredakteur der Macwelt im IDG Verlag, die Teil der International Data Group (IDG) mit Sitz in Boston, USA, ist. Er verantwortete den Launch der Zeitschriften GameStar und GamePro sowie des TechChannels und hatte die Verlagsleitung der PC-Welt inne. Bis Ende 2006 war er Mitglied der Konzerngeschäftsleitung von IDG Deutschland und Group Publisher der IDG Magazine mit Sitz in München.
Anfang 2007 zog er mit seiner Familie in die USA, um dort als Mitglied der Geschäftsleitung die Online- und Mobile-Strategie der Prosumer Marken sowie deren inhaltliche Ausrichtung zu verantworten. 2010 hat er darüber hinaus die Mobilstrategie für IDG International aufgesetzt und in dieser Funktion direkt an die Zentrale in Boston berichtet. Bis Ende 2010 war er bei der International Data Group (IDG) in San Francisco als Executive Vice President und General Manager tätig.

## Tätigkeit als Verbandsgeschäftsführer
Scherzer war bis 2024 Bundesgeschäftsführer des 2022 gegründeten Medienverbands der freien Presse (MVFP). Dieser Verband trat zum 1. April 2022 an die Stelle des VDZ Verband Deutscher Zeitschriftenverleger. Darüber hinaus war er Vice President von EMMA (European Magazine Media Association), Member des Steering Committees FIPP (Weltverband der Zeitschriftenverleger) sowie ab 2013 Vorstandsmitglied der Stiftung Lesen.
Scherzer sprach auf nationalen und internationalen Konferenzen zum Themenkreis Geschäftsmodelle und Zukunft der Medien sowie zum Themenfeld Kultur- und Changemanagement. In Interviews äußerte er sich zu medienpolitischen und verlegerischen Themen. Ein zentrales Themenfeld war dabei die Presse- und Meinungsfreiheit sowie die damit eng verzahnte unternehmerische Freiheit der Presseverleger.

## Persönliches
Der passionierte Bergsteiger ist verheiratet, hat eine Tochter und lebt mit seiner Familie in Berlin.